# Verkeerd verbonden (De Kiekeboes-album)
Verkeerd verbonden is het 98ste stripverhaal van De Kiekeboes. De reeks wordt getekend door striptekenaar Merho. Het album verscheen in juli 2003.

## Verhaal
Om fiscale redenen verhuist Firmin Van de Kasseien naar het subtropisch belastingseiland Ernia. Het uitzendbureau 'Nu en Dan' van Alain Provist stuurt Charlotte mee als secretaresse van Van de Kasseien. Ondertussen wordt Marcel Kiekeboe bestookt met anonieme telefoontjes, die hem uiteindelijk ook naar Ernia leiden...

## Achtergrond
Dit is de eerste strip waarin Jens optreedt als het vriendje van Fanny